# Mirosławiec Górny
Mirosławiec Górny [mirɔˈswavjɛt͡s ˈɡurnɨ] là một ngôi làng thuộc khu hành chính của Gmina Mirosławiec, thuộc hạt Wałcz, West Pomeranian Voivodeship, ở phía tây bắc Ba Lan.
Trước năm 1945, khu vực này là một phần của Đức. Đối với lịch sử của khu vực, xem Lịch sử của Pomerania.
Ngôi làng có dân số 1.408 người.